# Elías Bendodo
Elías Bendodo Benasayag, né le 18 août 1974 à Malaga, est un homme politique espagnol membre du Parti populaire (PP).
Il entre en 2000 au conseil municipal de Malaga et devient en 2008 président du PP dans la province de Malaga. En 2011, il prend la présidence de la députation provinciale. Il est nommé en 2019 conseiller à la Présidence et porte-parole de la Junte d'Andalousie par Juan Manuel Moreno, devenant « l'homme fort » du premier exécutif régional de droite après 40 ans de pouvoir socialiste. Il quitte alors la députation.
En 2022, le nouveau président du PP Alberto Núñez Feijóo le choisit comme coordonnateur général du parti. Chargé d'appliquer la stratégie gagnante du PP andalou, il dirige la campagne des élections générales anticipées du 23 juillet 2023 et se retire de l'exécutif régional après la victoire historique des élections de 2022.
Le PP ayant dû se contenter d'une victoire à la Pyrrhus et en raison du mauvais fonctionnement de la direction resserrée, un remaniement opéré par Alberto Núñez Feijóo le rétrograde au rang de vice-secrétaire général.

## Vie privée
Elías Bendodo Benasayag naît à Malaga le 18 août 1974. Issu d'une famille juive séfarade, il est le fils de Sentob Bendodo et Estrella Benasayag, nés à Larache, dans le protectorat espagnol au Maroc. Son père, mort en 2022, était un avocat reconnu de Malaga et un membre actif de la communauté israélite locale.
Il est père de deux fils, nés de son mariage avec la journaliste Isabel Naranjo García. En 2025, il rend publique sa relation avec la présentatrice Teresa Martín.

## Études et carrière
À l'université de Malaga, Elías Bendodo obtient une licence en droit. En 1997, il devient directeur de l'arrondissement de Palma-Palmina au sein de la mairie de Malaga.
Il prête serment comme avocat, inscrit au barreau de Malaga, en 2009.

## Parcours politique

### Élu local à Malaga
Elías Bendodo adhère en 1995 aux Nouvelles générations du Parti populaire (NNGG). Candidat en 23e position sur la liste du Parti populaire (PP) aux élections municipales du 13 juin 1999 à Malaga, il n'est pas élu immédiatement mais intègre le conseil municipal le 25 juillet 2000 : à 25 ans, il prend la succession de José María Martín Carpena, assassiné dix jours auparavant par l'organisation terroriste ETA.
Il est élu, le 23 novembre 2008, président de la fédération du Parti populaire dans la province de Malaga avec 95 % des voix, sur demande expresse du président du Parti populaire d'Andalousie (PP-A) Javier Arenas. À la suite des élections municipales du 22 mai 2011, il fait savoir que Javier Arenas l'a sollicité pour prendre la présidence de la députation provinciale, gouvernée depuis douze ans par le Parti socialiste (PSOE) et où le PP dispose désormais d'une solide majorité absolue. Cette décision est ratifiée à l'unanimité le 14 juin par le comité électoral du PP provincial, présidé par Juan Manuel Moreno. Le 23 juin, il est élu président de la députation par 18 voix pour, contre 3 voix pour Toni Morillas d'Izquierda Unida (IU) et 10 votes blancs issus du PSOE.
Lors du congrès provincial du PP de Malaga le 28 septembre 2012, il est réélu président avec un résultat de 97,6 %. En conséquence des élections municipales du 24 mai 2015, le PP perd trois sièges à la députation provinciale et se trouve ainsi privé de sa majorité absolue avec 15 députés sur 31. Elías Bendodo se déclare alors prêt à conclure un pacte de gouvernance avec Ciudadanos (Cs), qui dispose désormais de 2 édiles. Le 13 juillet, il est effectivement réélu président de la députation par 17 voix favorables, après une entente entre le PP et Cs.
Il est confirmé le 20 mai 2017 à la présidence du PP de la province de Malaga en recueillant 99,5 % des suffrages lors du 12e congrès de la fédération provinciale.

### Conseiller de la Junte d'Andalousie
Nommé porte-parole du Parti populaire d'Andalousie lors du XIVe congrès régional le 1er mars 2014 par le nouveau président Juan Manuel Moreno, il est confirmé dans ces responsabilités au cours du XVe congrès, qui se tient trois ans plus tard.
Le 21 janvier 2019, Juan Manuel Moreno, désormais président de la Junte d'Andalousie, annonce la composition de son premier gouvernement dans lequel il confie à Elías Bendodo, en qui il a une confiance absolue, le poste de conseiller à la Présidence, aux Administrations publiques et à l'Intérieur. Il est ainsi « l'homme fort » de ce premier exécutif de droite après quatre décennies de gestion socialiste, avec pour mission d'assurer la préparation des Conseils de gouvernement, d'assurer le bon fonctionnement quotidien de la coalition avec Ciudadanos et de négocier avec Vox pour garantir une majorité au Parlement. Il se voit également chargé des missions de porte-parole à partir du 5 février.
Il renonce donc à ses fonctions de président de la députation provinciale, au profit du maire de Rincón de la Victoria Francis Salado, et prête serment le lendemain.
Réélu le 7 mars 2021 président du PP de la province de Malaga avec le soutien de 98,2 % des voix, il devient président du comité électoral du PP andalou à la suite du XVIe congrès régional, le 20 novembre 2021. En raison de son rôle de porte-parole du gouvernement, il avait demandé à ne pas être reconduit au porte-parolat du parti.

### Cadre du Parti populaire
Le 1er avril 2022, le futur président du Parti populaire (PP) Alberto Núñez Feijóo annonce qu'Elías Bendodo sera nommé coordonnateur général du parti dans le cadre du XXe congrès. Placé hiérarchiquement sous l'autorité de la secrétaire générale Cuca Gamarra mais formant avec elle un binôme politique, sa nomination est due au rôle central joué par Juan Manuel Moreno dans le renversement du président du PP Pablo Casado et dans la transition jusqu'au congrès. Elías Bendodo conserve en parallèle ses fonctions au sein du gouvernement andalou. Il est formellement élu le lendemain, avec l'ensemble du comité exécutif.
Il est investi, six semaines plus tard, en 3e position sur la liste du Parti populaire andalou (PP-A) pour les élections régionales du 19 juin 2022, derrière Juan Manuel Moreno et la déléguée de la Junte Patricia Navarro. Coordonnateur de la campagne électorale du PP-A, il est contraint de quitter le gouvernement après que son parti a remporté, pour la première fois de son histoire régionale, la majorité absolue au Parlement d'Andalousie, afin d'exercer pleinement ses fonctions au sein de la direction nationale, avec pour mission de répliquer la stratégie qui a permis ce résultat inédit et ramener le PP au pouvoir à Madrid. Le 27 juillet, il est désigné sénateur par le Parlement par 106 voix favorables. Lors d'un congrès provincial organisé le 1er octobre, il est remplacé par Patricia Navarro à la présidence du PP de Malaga.
Le président du PP le désigne le 4 janvier 2023 comme directeur de campagne pour les élections autonomiques et municipales du 28 mai, justifiant ce choix notamment par les résultats en Andalousie. Le 2 juin, après que Pedro Sánchez a convoqué les élections générales anticipées du 23 juillet, la direction du parti lui confie de nouveau la mission de diriger la campagne du parti. Il est investi dix jours plus tard tête de liste dans la circonscription de Malaga pour le Congrès des députés. Effectivement élu député, il renonce le 24 juillet à son mandat de parlementaire en Andalousie, les deux étant incompatibles.
Selon El País, à la suite du résultat électoral qui voit le PP remporter une victoire à la Pyrrhus, Elías Bendodo s'entretient avec Juan Manuel Moreno pour lui signifier qu'il regrette d'avoir quitté ses responsabilités andalouses, qu'il n'est pas intégré au premier cercle d'Alberto Núñez Feijóo, que ses fonctions ne sont pas définies et que son rôle n'est pas clair. Le 28 novembre, Alberto Núñez Feijóo réorganise la direction du PP afin de supprimer le « triumvirat » formé par Cuca Gamarra, Miguel Tellado et Elías Bendodo, considéré comme dysfonctionnel par les cadres régionaux : si la première est confirmée et le deuxième désigné porte-parole du groupe parlementaire, Bendodo voit son poste de coordonnateur général supprimé et se trouve relégué à un poste de vice-secrétaire général aux fonctions élargies, puisqu'il récupère les compétences en matière de politique autonomique et municipale exercées par Pedro Rollán mais exerce également des responsabilités en matière d'analyse électorale et de planification stratégique. Il est confirmé à ce poste lors du XXIe congrès du PP, en juillet 2025.